# Пкиин
Пкии́н (ивр. פקיעין‎ араб. البقيعة‎) — местный совет и друзская деревня в Северном округе Израиля, расположенная в 8 км к востоку от Маалот-Таршиха в Верхней Галилее. Население в 2020 году составляло 5 893 человек.

## История

### Древняя история
В пещере близ деревни Пкиин археологи нашли в ритуальных сосудах кости людей, живших в период от 4500 г. до н. э. до 3900/3800 гг. до н. э. (медный век). С неолитическим населением Леванта связано 57 % генов этих людей, а 41 % их генов связан с пришельцами из Западной Евразии — 17 % с земледельцами Ирана и 26 % с более ранними переселенцами из Анатолии. Генетик Дэвид Рейх из Гарвардского университета утверждает, что иранские земледельцы передали левантийцам медного века светлую кожу и голубые глаза. У них были обнаружены Y-хромосомные гаплогруппы T (5), E (1) и митохондриальные гаплогруппы T, U6d, I6, HV, N1b1, K1a, H4, J2a2d, R0a. Эти люди не являются предками ханаанцев, живших в эпоху позднего бронзового века, так как за тысячу лет, разделяющих медный век от позднего бронзового века здесь опять произошла смена населения.
В Пкиине в течение многих лет проживали и друзы и евреи. Пкиин занимает большое место в истории еврейского народа. В еврейской традиции, Пкиин славится пещерой, в которой рабби Шимон бар Йохай и его сын, рабби Элазар бен Шимон, скрывались от римлян в течение 13 лет после поражения восстания Бар-Кохбы против римского владычества. По преданию, рабби Шимон и его сын питались плодами рожкового дерева и пили родниковую воду, a по субботам они ели финики (по вкусу они слаще чем рожковое дерево, которое почти безвкусно, но в субботу запрещено поститься или ограничивать себя во вкусной еде, поэтому они позволяли себе есть плоды фиников ведь они сладки и приятны). Проводили время в написании книг о еврейской мистике. Считается, что книга Зоар была написана Рашби и его сыном в пещере Пкиина, однако автор книги Тания (р. Шнеур Зальман из Ляд) указывает, что в их время мудрецы занимались развитием Мишны и поэтому именно ей занимались Рашби и его сын в пещере, но и также рав Юда Ашлаг (в статье «История науки каббала») указывает, что раби Акива возложил на Рашби обязанность собрать и отредактировать всю каббалистическую литературу которая была с древних времён и до времени Рашби. Только выйдя из пещеры они, собрав группу преданных учеников, смогли завершить этот огромный труд — плодом их усилий стала книга «Сефер ха-Зоар»

### Британский мандат
По переписи населения, проведённой в 1922 году администрацией Британского мандата, в Пкиине проживало 652 человека, из них 304 друза, 215 христиан, 70 мусульман и 52 еврея . Из христиан 167 человек придерживались православной религии, а 48 - греческо-католической .
Во время арабских беспорядков 1929 года, после погрома в Хевроне, все евреи Пкиина были вынуждены покинуть свою деревню, из страха перед неистовствующими арабскими бандами. Тем не менее, большинство из них вернулись в свою деревню в начале 1930-х годов.
К 1931 году, согласно переписи населения, в Пкиине проживало 799 человек, из них 412 друза, 254 христианина, 71 мусульманин и 53 еврея.

## Население
По данным Центрального статистического бюро Израиля, население на начало 2020 года составляло 5 893 человека.
Население деревни состоит из друзов (78,2%), христиан (20,6%) и мусульман (1,1%).